# Clymenopsis constricta
Clymenopsis constricta är en ringmaskart som först beskrevs av Elise Wesenberg-Lund 1948.  Clymenopsis constricta ingår i släktet Clymenopsis och familjen Maldanidae. Arten har ej påträffats i Sverige. Inga underarter finns listade i Catalogue of Life.